# Рахманино (Петровский район)
Рахма́нино — село в Петровском районе Тамбовской области России. 
Административный центр Рахманинского сельсовета.

## География
Расположено на реке Шехмань, в 24 км к юго-востоку от райцентра, села Петровское, и в 60 км к юго-западу от центра Тамбова.

## Население
| 2002 | 2010 |
| ---- | ---- |
| 409  | ↘381 |

Согласно результатам переписи 2002 года, в национальной структуре населения русские составляли 96 % от жителей.